# Mezőhegyesi sportló
A Mezőhegyesi sportló vagy Magyar sportló a legfiatalabb lófajta Magyarországon. A régi lófajták tenyésztése elkerült Mezőhegyesről. A furiosók a Kiskunságba, a nóniuszok Hortobágyra, míg a gidránok a Dalmandra kerültek. Az újfajta sportló  kialakulását legnagyobb mértékben három törzsmén alakította: a holsteini Ramzes Junior, Aldato és Toborzó.
A legeredményesebb sportlovak a következő kancáktól származtak: Esthajnal, Csábos, Huzal, Orsolya, Kösöntyű, Pillangó, Schneider Fani és Nina.

## Története
A Mezőhegyesi Császári és Királyi Ménesintézetet még II. József alapította, amely a monarchia első állami ménese volt. A ménes irányadója volt a Kárpát-medencei lótenyésztésnek. A második világháború után az 1950-es években a magyar mezőgazdaságot átszervezték, az addig fontos szerepet játszó lovat, gépesítés váltotta fel. Ennek megfelelően a magyar lótenyésztés is átalakult, így Mezőhegyes is. Az addig Mezőhegyesen tenyésztett Mezőhegyesi fajtákat áthelyezték más ménesekbe és új célokat tűztek a ménes elé. 1962-ben a Mezőgazdasági és Élelmiszeripari Minisztérium a Mezőhegyesi Ménes számára új alapítólevelet adott ki:
"Tekintettel a nemzetközi sportvilág elvárásaira, valamint ilyen irányú hazai igényre, feladatait az alábbiakban jelölöm meg:
- Ennek érdekében biztos örökítő anyagú, tömeges, rámás, tetszetős megjelenésű, nyugodt vérmérsékletű, olyan ló anyag kitenyésztése, mely ugróképessége és idomíthatósága révén a lovassport világversenyeiben előírt követelményeket is tudja teljesíteni. Ezen kívül a magyar lótenyésztés és a mezőhegyesi tenyészmunka színvonalát is méltóan képviseli."

A fenti célok megvalósításához igen vegyes összetételű törzskanca állomány állt rendelkezésre melyben nóniusz, mezőhegyesi félvér, gidrán, dán, norvég, lengyel, és néhány ismeretlen eredetű kanca volt. Ez a kancaállomány később kiegészült néhány import kancával (Schneider fani, Merci Paris, Hetéra, Hozomány) és magyar tenyésztésű a sportban már kipróbált egyeddel.
Ehhez az igen különböző kancaállományhoz holsteini, hannoveri és angol telivér méneket állítottak tenyésztésbe. Ezek közül kiemelkedő jelentőséggel bírt az angol-arab anyától származó Ramzes fia Ramzes Junior és a telivér Anblick apaságú holsteini mén, Aldato. A hannoveri fajtából kiemelkedő mének a Gotthard, Goldstern vonalból származó Hajnal, és a Ferdinand apai vonalból származó Wendit. Nagy hatást gyakoroltak az angol telivér mének, mint Merengő XX, Chitet XX, Korrenbleem XX, Kemál XX, és Akitos XX, mely mének fedeztek telivér törzstenyészetekben is.
Mezőhegyesi sportló tenyésztés elindítása után 18 évvel az 1980-as Moszkvai Olimpián a magyar csapat IV. helyezett lett. A csapat mindhárom lova és a tartalék ló is mezőhegyesi tenyésztésű volt ezzel is igazolva a helyes tenyésztési irányt. A fajta 1984-ben, mint Mezőhegyesi sportló állami fajtaelismerést nyert.
A moszkvai olimpián 1980. évi nyári olimpiai játékokon részt vevő mezőhegyesi tenyésztésű lovak:
- Artemisz / Ramzes Junior- Pillangó
- Vadrózsa / Ramzes Junior- Pillangó
- Bohém / Krőzus-Schneider Fani, egyéni IV. helyezés
- Balerina / Krőzus – Csalogány (tartalék ló)
- Military: L'amour / Aldato – Nina, csapat IV. helyezés

Bécsi Ugró Derby
- Alex / Aldato – Szellő, I. helyezés

Volvo Világkupa keleti ligájának győztesei
- Kemál-36 / Kemál xx – Matine
- Randi / Ramzes III – Mandy
- Hermina / Merano I. – Héra

A fajta elismerését követő egy évtized, még ezen lovak által képviselt színvonalon telt, viszont a rendszerváltozás hatásai érvényesültek a mezőhegyesi sportló tenyésztésében is. A törzskanca állomány még részben őrizte a genetikai értékeket, de az eredmények lassan elmaradtak, a lótenyésztés és versenyeztetés költségeit a kiváló genetikát képviselő egyedek értékesítésével enyhítették.
Ma a ménesben 37 kancával folyik a tenyésztés. Még megtalálhatóak a kiemelkedő kancacsaládok egyedei.